# Tecoma (botanica)
Tecoma è un genere di piante della famiglia delle Bignoniacee, comprendente piante arbustive che vivono nelle regioni calde dell'America e in Africa.

## Descrizione
Hanno foglie opposte, i fiori sono grandi, gialli, in grappoli apicali o in pannocchie, i frutti sono a capsula.

## Specie
Il genere Tecoma comprende oltre 200 diverse specie. Fra le più note ci sono Tecoma capensis e Tecoma stans.